# USS Leyte Gulf (CG-55)
USS Leyte Gulf (CG-55) — керований ракетний крейсер класу «Тікондерога» ВМС США. Названий на честь битви за затоку Лейте під час Другої світової війни в Тихому океані. Він приводиться в рух чотирма великими газотурбінними двигунами і має великий набір керованих ракет для протиповітряної оборони, атаки надводних цілей на морі та на березі, а також для боротьби з підводними човнами. Крім того, він несе два багатоцільові вертольоти LAMPS «Seahawk», основним завданням яких є протичовнова боротьба..
14 жовтня 1996 року Leyte Gulf зіткнувся з авіаносцем класу «Німіц» «Теодор Рузвельт» під час проведення операцій біля узбережжя Північної Кароліни. Інцидент стався, коли авіаносець, без попереднього попередження, дав задній хід двигунам, коли Leyte Gulf знаходився позаду нього, і врізався в носову частину крейсера. Жертв і поранень серед особового складу не було, а збитки, завдані Leyte Gulf, склали лише 2 мільйони доларів.
У 2002 році він отримав нагороду Фонду лінкорів імені Марджорі Стерретт для Атлантичного флоту.
Наприкінці 1992 року Leyte Gulf був віднесений до авіаносної групи 2. У березні 2003 року Leyte Gulf був віднесений до авіаносної групи 8.

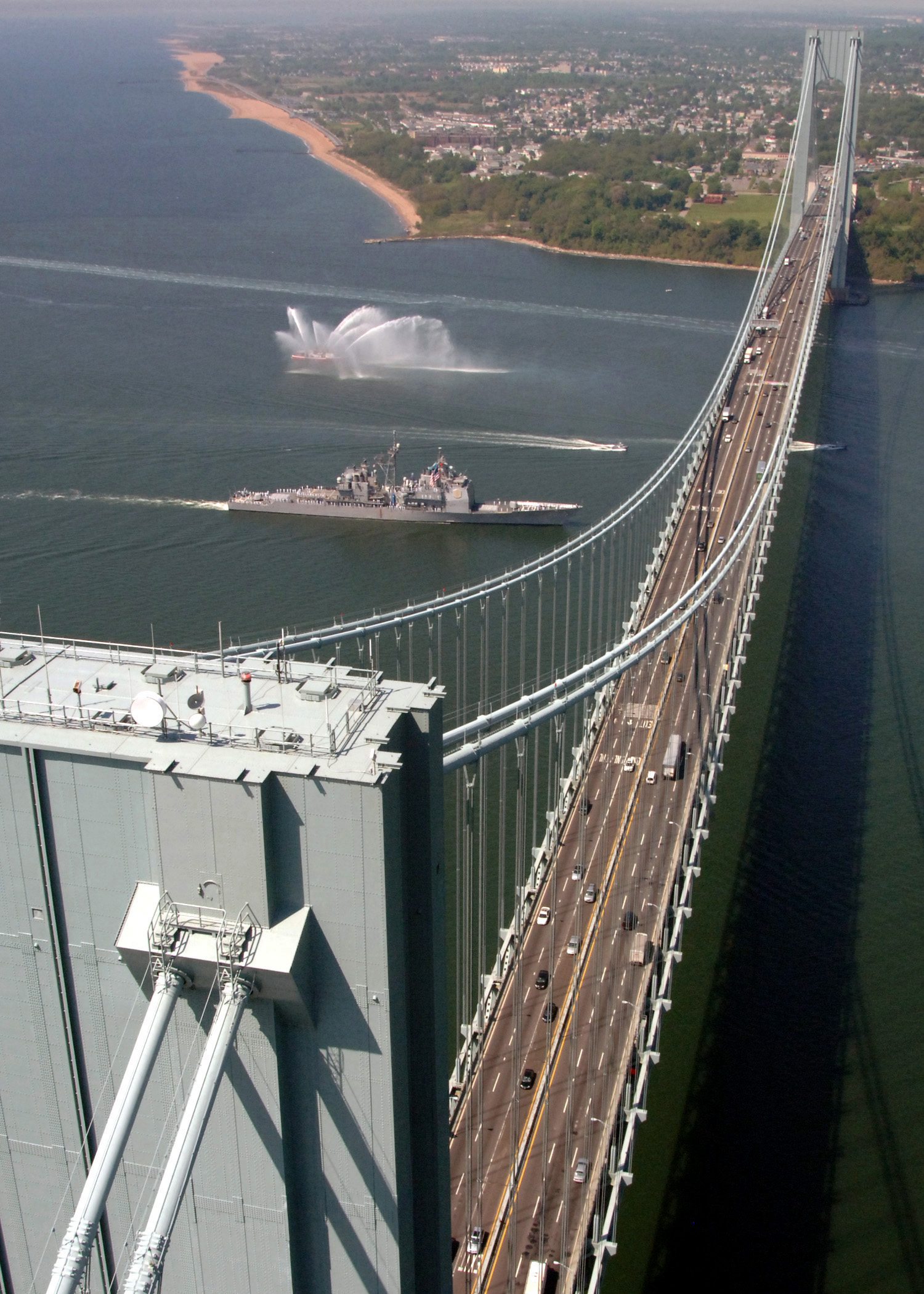
USS Leyte Gulf проходить під мостом Веррацано-Нерроуз під час параду кораблів у день відкриття Тижня флоту в Нью-Йорку 2008 року.